# Skylanders: Imaginators
Skylanders: Imaginators är det sjätte och sista spelet i Skylanders-serien. Serien använder sig av leksaksfigurer konfigurerade med ett nfc-chip tillsammans med en avläsare i formen av en ”portal” för att figurerna ska ”komma till liv”. Spelaren är den så kallade ”portalmästaren” och genom att placera figurer i portalen som sedan dyker upp talandes på skärmen byggs en relation upp mellan spelaren och figurerna. 
I Imaginators får spelaren skapa egna figurer med hjälp av ”skapelsekristaller” som placeras i portalen. Det fanns även en app till iOS och Android där spelaren kunde skapa och ändra sina figurer direkt i mobilen.
Spelet utgavs den 13 oktober 2016 i Sverige till Xbox 360, PS3, Wii U, Xbox One, PS4 och den 3 mars 2017 även till Nintendo Switch.

## Handling
"Berättelsen är utformad för att passa målgruppen väl, där Kaos är tillbaka med ett nytt, ödesdigert hot mot öarna uppe i skyn. Denna gång handlar det om en ny uppfinning som han har tagit i bruk; något som ger honom en förmåga att framkalla ”Doomlanders”, en ond version av Skylanders-hjältarna. Alla gamla (och en hel del nya) hjältar träder fram för att möta hotet och stoppa Kaos en gång för alla. Igen."

## Karaktärer
- ✅ Senseis kan öppna senseiriken (motsvarande elementportar).

Skylanders Imaginators karaktärer är märkta med en oktagon som bas. Skylanders-exempel på bilden: Aurora

- Skylanders Imaginators karaktärer är märkta med en oktagon som bas. Skylanders-exempel på bilden: Aurora❌ Core Skylanders, jättar, swap force, trap masters, och superchargers kan inte öppna dessa.

## Startpaket

I Skylanders Imaginators så finns det något som heter skapelsekristall. Dessa gör så att man får skapa egna figurer i spelet när dom placeras på Portal of power. Skylanders Imaginators skapelsekristaller-exempel på bilden: (den till vänster = skapelsekristall i elementklassen eld) (den till höger = skapelsekristall i elementklassen magi)

I det vanliga startpaketet för Skylanders Imaginators får spelaren med två Skylanders som heter Master King Pen och Golden Queen. Man får även med en skapelsekristall som tillhör elementklassen eld. Spelaren får också med en poster så man kan se allting man kan samla på och man får med en portal of power och spelet. I startpaketet Dark edition får man med Dark Edition King Pen, Dark Edition Golden Queen, Dark Edition Wolfgang, Guldkista med skapelsekristalldelar som man får in game och skapelsekristaller som tillhör elementklasserna eld, liv och mörker . Man får också med en poster så man kan se allting det går att samla på och även en portal of power och spelet. I startpaketet Crash Bandicoot edition till PS3 och PS4 så får man med Dr. Neo Cortex, Crash Bandicoot, Master King Pen och Golden Queen. Man får även med en skapelsekristall som tillhör elementklassen eld. Spelaren får också med en poster så man kan se allting man kan samla på och man får med en portal of power och spelet.

## Skylanders: Imaginators till Nintendo Switch
I startpaketet för Nintendo Switch så ingår inte en portal of power, detta är för att man i denna version kan skanna alla de fysiska skylandersfigurerna på Nintendo Switch Joy Con´s NFC-läsare eller alternativt på Nintendo Switch Pro Controller´s NFC-läsare. När du agerar detta spelsätt så sparas alla skylandersfigurerna i ett digitalt bibliotek i själva spelet. Alla uppgraderingar som man har köpt och pengar och xp som man har samlat med varje skylander på Nintendo Switch versionen sparas automatiskt bara i Nintendo Switch versionen. Vill man föra över uppgraderingar som man har köpt och pengar och xp som man har samlat så måste man prata med en npc vid namn Wendel som lokaliseras i M.A.P. Efter att du har pratat med Wendel så måste du skanna de fysiska skylandersfigurerna som du vill föra över datan (uppgraderingar, pengar och xp) till. När du har gjort det så kan du spela med dom skylandersfigurerna i andra skylanders-spel (så länge figurerna är kompatibla med just dom skylanders-spelen du vill spela med dom i) och all data kommer vara sparad från den tid du spelade med skylandersfigurerna i Skylanders: Imaginators. Likt alla de andra skylanders-spelen (förutom Skylanders: Superchargers som kan köpas digitalt på Xbox One och Xbox Series X|S) så går det bara att köpa Skylanders: Imaginators fysiskt, detta gäller även till Nintendo Switch. Och det går inte att köpa spelet digitalt via Nintendo e-shop.

## Spelutvecklare

Kista, (Guldkista)

Spelet skapades av Toys For Bob och publicerades av Activision. Nästan all musik som förekommer i spelupplevelsen är APM musik/Stock music/royalty free music. Undantaget är ett fåtal musikarrangemang som är återanvända från dom tidigare skylanders-spelen. De musikarrangemang som är återanvända är komponerade av Filmkompositören Lorne Balfe.

## Föregångare
- Skylanders: Spyro´s Adventure (2011)
- Skylanders: Giants (2012)
- Skylanders: Swap Force (2013)
- Skylanders: Trap Team (2014)
- Skylanders: SuperChargers (2015)

## Liknande koncept som Skylanders
- Amiibo – spelfigurer/samlarfigurer från Nintendo som kan användas i diverse Nintendo-spel
- Disney Infinity – spel som använder liknande koncept, fast med disney´s karaktärer[5]